# Death Row Records
Death Row Records foi uma gravadora musical, a qual foi fundada em 1991 por Dr. Dre e Suge Knight, e foi logo uma das gravadoras de grandes artistas do hip hop mundial, como Tupac Shakur, o próprio Dr. Dre, Snoop Dogg e Tha Dogg Pound (Kurupt e Daz Dillinger).
A Death Row já vendeu quase 50 milhões de álbuns em todo o mundo, e gerou cerca de US$ 750 milhões de lucro. Também a principal gravadora para outros rappers, como RBX, The D.O.C., The Lady of Rage, Warren G, K-Solo, Michel'le, Danny Boy, DJ Quik, Petey Pablo, Santa Cruz, Tha Realest e Crooked I. Lisa "Left Eye" Lopes do grupo TLC, assinou contrato com a gravadora e quando começou a trabalhar em um álbum, morreu em um acidente de carro em Honduras em 2002.

## Discografia
| Ano  | Artista               | Título                                                           | Última certificação da RIAA | Billboard 200 (Topo)        |
| ---- | --------------------- | ---------------------------------------------------------------- | --------------------------- | --------------------------- |
| 1992 | Dr. Dre               | The Chronic                                                      | 3× Platina                  | #3 (02/13/1993)             |
| 1993 | Snoop Doggy Dogg      | Doggystyle                                                       | 4× Platina                  | #1 (12 de novembro de 1993) |
| 1994 | Vários Artistas       | Above the Rim (Trilha sonora originial)                          | 2× Platina                  | #2 (03/29/1994)             |
| 1994 | Vários Artistas       | Murder Was the Case (Trilha sonora originial)                    | 2× Platina                  | #1 (11 de maio de 1994)     |
| 1995 | Tha Dogg Pound        | Dogg Food                                                        | 2× Platina                  | #1 (11/18/1995)             |
| 1995 | Sam Sneed e Danny Boy | U Better Recognize EP                                            | Nenhum                      | -                           |
| 1996 | 2Pac                  | All Eyez on Me                                                   | Diamante                    | #1 (3 de fevereiro de 1996) |
| 1996 | Makaveli              | The Don Killuminati: The 7 Day Theory                            | 4× Platina                  | #1 (11/23/1996)             |
| 1996 | Snoop Doggy Dogg      | Tha Doggfather                                                   | 2× Platina                  | #1 (11/30/1996)             |
| 1996 | Vários Artistas       | Death Row Greatest Hits                                          | Platina                     | #35 (12/21/1996)            |
| 1996 | Vários Artistas       | Christmas on Death Row                                           | Nenhum                      | #155 (12/28/1996)           |
| 1997 | Lady of Rage          | Necessary Roughness                                              | Nenhum                      | #32 (7 de dezembro de 1997) |
| 1997 | Vários Artistas       | Gridlock'd trilha sonora                                         | Ouro                        | #1                          |
| 1997 | Vários Artistas       | Gang Related trilha sonora                                       | 2× Platina                  | #2 (10/25/1997)             |
| 1998 | 2Pac                  | Greatest Hits                                                    | Diamante                    | #3 (01/23/1999)             |
| 1998 | Daz Dillinger         | Retaliation, Revenge & Get Back                                  | Ouro                        | #8 (04/18/1998)             |
| 1998 | Michel'le             | Hung Jury                                                        | Nenhum                      | -                           |
| 1999 | Vários Artistas       | Suge Knight Represents: Chronic 2000                             | Ouro                        | #11 (05/22/1999)            |
| 1999 | 2Pac + Outlawz        | Still I Rise                                                     | Ouro                        |                             |
| 2000 | Snoop Dogg            | Dead Man Walkin'                                                 | Nenhum                      | #24 (11/18/2000)            |
| 2000 | Vários Artistas       | Too Gangsta for Radio                                            | Nenhum                      | #171 (10/21/2000)           |
| 2001 | Snoop Dogg            | Death Row: Snoop Doggy Dogg at His Best                          | Nenhum                      | #28 (11 de outubro de 2001) |
| 2001 | Tha Dogg Pound        | 2002                                                             | Nenhum                      | #36 (08/18/2001)            |
| 2001 | 2Pac                  | Until the End of Time                                            | 3× Platina                  | #1 (04/14/2001)             |
| 2002 | Vários Artistas       | Dysfunktional Family (Trilha sonora original)                    | Nenhum                      | #95 (5 de outubro de 2003)  |
| 2002 | 2Pac                  | Better Dayz                                                      | 3× Platina                  | #5 (12/14/2002)             |
| 2003 | Vários Artistas       | Death Row Greatest Hits Volume Two                               |                             |                             |
| 2003 | 2Pac                  | Nu-Mixx Klazzics                                                 |                             | #15 (10/25/2003)            |
| 2004 | 2Pac                  | 2Pac Live                                                        | Nenhum                      | -                           |
| 2005 | Vários Artistas       | The Very Best of Death Row                                       | Nenhum                      | #94 (05/14/2005)            |
| 2005 | Kurupt                | Against tha Grain                                                | Nenhum                      | #60 (9 de outubro de 2005)  |
| 2005 | 2Pac                  | Tupac: Live at the House of Blues                                | Platina (DVD)               | #159 (10/22/2005)           |
| 2006 | Dr. Dre               | Chronicles: Death Row Classics                                   | Nenhum                      | -                           |
| 2006 | Vários Artistas       | 15 Anos on Death Row                                             | Nenhum                      | -                           |
| 2007 | 2Pac                  | Nu-Mixx Klazzics Vol. 2                                          | Nenhum                      | #45                         |
| 2007 | 2Pac                  | The 10th Anniversary Collection - The Sex, the Soul & the Street | Nenhum                      | -                           |
| 2007 | Snoop Dogg            | Chronicles                                                       | Nenhum                      | -                           |
| 2007 | Vários Artistas       | Death Row: The Singles Collection                                | Nenhum                      | -                           |
| 2007 | Vários Artistas       | Death Row Archives: The trilha sonoras                           | Nenhum                      | -                           |
| 2007 | Vários Artistas       | Death Row Records Presents the Fellowship of the Great           | Nenhum                      | -                           |
| 2007 | Vários Artistas       | Death Row Records Presents the Ultimate Best of the Works        | Nenhum                      | -                           |
| 2007 | Vários Artistas       | Death Row Dayz                                                   | Nenhum                      | -                           |
| 2007 | J-Flexx               | Stayin' Alive                                                    | Nenhum                      | -                           |